# Nature Cell Biology
Nature Cell Biology è una rivista scientifica mensile sottoposta a revisione paritaria e pubblicata dalla Nature Portfolio, che riporta articoli di ricerca originali nel 
campo della biologia cellulare.
È stata fondata nel 1999. La redattrice e fondatrice era Annette Thomas. L'attuale caporedattrice è Christina Kary.
Secondo Nature Cell Biology, la rivista ha ricevuto un fattore di impatto per il 2023 pari a 26,6.

## Perimetro editoriale
Vengono trattati i seguenti argomenti:
- meccanismi cellulari e molecolari dello sviluppo
- biologia delle cellule staminali
- traffico di membrana, smistamento delle proteine e organelli
- adesione e migrazione cellulare
- dinamica del citoscheletro
- autofagia
- ciclo cellulare e crescita cellulare
- replicazione e riparazione del DNA
- apoptosi e morte cellulare
- trasduzione del segnale
- degradazione delle proteine
- organizzazione del nucleo cellulare e trasporti nucleari
- meccanismi cellulari e molecolari delle malattie umane (incluso il cancro)